# Ālāscht
Alascht (oder auch Elāsht, persisch آلاشت Alāscht, DMG Ālāšt) ist ein kleines landwirtschaftlich geprägtes Dorf im Verwaltungsbezirk Savādkuh der iranischen Provinz Mazandaran.
Alascht ist von Bergen umgeben, die für ein kühleres Klima als in den meisten anderen Regionen der Provinz sorgen. Alascht wurde bekannt durch den ehemaligen Schah und Gründer der Pahlavi-Dynastie Reza Pahlavi, der hier 1878 geboren wurde. Zu dieser Zeit hatte das Dorf weniger als 1000 Einwohner.